# 三宅洋平
三宅 洋平（みやけ ようへい、Yohei Miyake、1978年7月24日 - ）は、日本の音楽家・政治活動家・社会活動家。ベルギー生まれ、早稲田大学第一文学部卒、元リクルート社員。岡山県加賀郡吉備中央町在住。

## 経歴・音楽家として
1998年頃から2009年の解散に至るまで、レゲエ・ロックバンド「犬式 a.k.a. Dogggystyle」のボーカル・ギターとして活動。4枚のミニアルバム、3枚のアルバム、1枚のベストアルバムをリリース。
犬式解散後は"中積み時代"と自称するソロ活動を行った。Cro-magnon、GAGLE、HIFANAなどの作品にゲストMCとして参加。ソロ名義では、2枚の弾き語りライブアルバムを限定的にリリースしている。自身の新聞『ANTA MEDIA』（不定期発行／タブロイド12P）を発行。また、Latyr Syと合同で行ったパリ・コレクションでのLimi Feuのショーやロシアで行われたイベント「ARTFOOTBALL」など、各地でライブを行う。
2010年、マネジメントをJazzySportに移籍。バンド「（仮）ALBATRUS」［メンバー：三宅洋平(Vocal/g)、元晴(Sax:SOIL & PIMP SESSIONS)、 小林眞樹(b)、Peace-K (Dr/Perc)、越野竜太(g:らぞく)］を結成。各地フェスへの出演や、 東京コレクションの山本耀司ショーにて、バンド形態の生演奏を行った。
2011年、DJ MKYとして1st Mix CD『Mr.Dramatik』をリリース。
2012年、「（仮）ALBATRUS」の1st アルバム『ALBATRUS』を発表。「TOUR ALBATRUS 2012」と称し、国内24カ所でツアーを行う。
2017年、「犬式 (INUSHIKI)」として、バンドの再始動を発表

### アルバム

#### ALBATRUS
1. ALL BLUES
2. WELCOME TO THE ALBATRUS
3. 祝島帰り
4. コーヒー・ルンバ
5. ミエナイチカラ
6. 1/470 PARTY PEOPLE
7. FEEL SO GOOD
8. ジプシーソング

### プロデュースした音楽イベント
- 2002年 - 2010年、徹頭徹尾（吉祥寺）
- 2003年 - 2010年、nbsa+×÷（東京・神奈川・愛知・大阪・福岡）
- 2011年 - 、ZANPAJAM（沖縄）

## 政治活動、社会活動
デビュー時よりライブやインターネットを通じて社会問題に対する主張を行い、国内の原子力発電所問題にも福島第一原発事故以前から発言していた。2012年衆議院選挙で立候補の打診を受けたことを切っ掛けに、「政治に参加し、政治をアート」する姿勢を打ち出す、としている。また、アーティストが政治を語るネット番組「NAU(日本アーティスト有意識者会議)」の配信を行なっており、過去にはDELI、Hibikilla、難波章浩、安部芳裕、想田和弘、Kダブシャインらがゲストとして参加した。
2011年3月、東日本大震災を機に、東京都から沖縄県北部の本部町に避難。「自然農法やエネルギー自給を取り入れながら「新しくて懐かしい」ライフスタイルの模索に入る」としている。
2012年12月、脱原発候補として衆議院選挙に東京8区から無所属（日本未来の党・社会民主党支持）で立候補した山本太郎の街頭演説をプロデュースした。
2013年3月、「日本アーティスト有意識者会議（略称 NAU）」を政治団体として登録。その後、「”日本社会の価値観を多様にひらく”必要を感じ」、第23回参議院議員通常選挙へ緑の党からの推薦を受け、比例代表で立候補。連日「選挙フェス」と称する集会を展開し、176,970票の個人票を得たが、緑の党が当選枠を獲得できず落選した。なおこの票数は、落選した候補の中で最多の個人得票数であった。
この選挙戦の様子はNHKのテレビ番組『クローズアップ現代』において「新たなうねり」として紹介され、保守派の学者、御厨貴は相手方と同じ目線で訴えかける積極性があったとし、佐藤哲也は若者を中心に共感を生んだことが成功につながったとしてそれぞれ論評を加えた。また、この番組によると三宅は積極的にTwitterを利用しており、選挙期間中、選挙関連ツイートを978件投稿した。リツイートされた件数34,000回は全候補者、党首の中で最多であった。一方、西田亮介は、具体的な政策を打ち出さず若者の共感を得る選挙運動形式について危険性を指摘している。
その後、緑の党とは決別。2016年6月、山本太郎や元放送作家の座間宮ガレイらの支援を受けて第24回参議院議員通常選挙に東京都選挙区から出馬。2016年6月23日にJR高円寺駅前で行われた街頭演説のYouTube動画は、選挙期間中に再生数が60万回を超えた。2016年6月25日に渋谷で行われた街頭演説では、女優の一色紗英がステージに上がり支持を表明。英国のファッションデザイナー、ヴィヴィアン・ウェストウッドも三宅への投票を呼びかけた。。第24回参議院議員通常選挙の結果は、257,036票を得るも、9位で落選。供託金返還に必要な法定得票はクリアした。
選挙後に三宅は安倍昭恵首相夫人と面会し、安倍晋三首相とも電話で会話した。その際、三宅は政治信条が全く異なる安倍晋三に「お互い世界を愛し、国を愛する憂国の士である」と語り掛けかけられ、号泣し賛同した。。
2017年9月、三宅が代表を務める政治団体「日本アーティスト有意識者会議（略称 NAU）」の解散を発表した
。
2017年11月、イタリアの政党五つ星運動の党三役、リカルド・フラカーロ下院議員と対談を行う
。

### 第24回参院選の公約
- STOP!改憲2/3議席
- 戦争よりも災害に強い自衛隊
- 基礎控除を38万円→120万円以上に（ベーシックインカム）
- 破壊から再生の公共事業へ
- 脱被ばく 測りまくる日本
- 消費税やめて富裕税を
- 原発即時停止
- 保育・介護の社会化の徹底[28]。
- 選択的夫婦別姓制度に「賛成」[29]。

## 映画出演
- 『沈黙しない春』ドキュメンタリー 2011年/125分/カラー/HD/日本/杉岡太樹監督
- 『選挙フェス!』ドキュメンタリー 2014年/114分/カラー/日本

## CM
- 『ポルテSTORE』出演 渋谷街頭ビジョン放映 2013年6月